# Analiză armonică
Analiza armonică este acea ramură a matematicii care studiază fenomene de natură periodică și aceasta prin intermediul unor funcții sau semnale obținute prin suprapunerea unor funcții armonice elementare.
Un rol important îl joacă analiza Fourier, care are la bază conceptul de  serie Fourier.
Printre aplicațiile analizei armonice amintim: procesarea semnalelor, fizica cuantică, studiul curentului alternativ, al vibrațiilor etc.

## Istoric
În 1822 a apărut lucrarea Théorie analytique de la chaleur ("Teoria analitică a căldurii") a lui Joseph Fourier prin care încerca rezolvarea problemei privind conducerea căldurii în solide.
Luând în considerare legea de răcire a lui Isaac Newton, conform căreia fluxul de căldură între două molecule apropiate este proporțional cu diferența infimă a temperaturilor lor, Fourier afirmă că orice funcție de o variabilă, indiferent dacă este continuă sau discontinuă, poate fi dezvoltată în serii de funcții trigonometrice.
În 1855 Lordul Kelvin aplică analiza armonică la calculul primului cablu transatlantic peste Oceanul Atlantic, observând că propagarea curentului electric prin cablu se produce după ecuația diferențială a difuziunii, identică pentru fenomene atât de diferite precum conducția căldurii în solide, difuziunea prin diafragme etc.
În 1866 s-a dat în exploatare primul cablu telegrafic între Irlanda și America de Nord, a cărui exploatare a confirmat calculele efectuate de Kelvin, care au avut la bază seriile Fourier.